# Liste der Stolpersteine in Jena
Die Liste der Stolpersteine in Jena enthält die 65 Stolpersteine, die im Rahmen des gleichnamigen Kunstprojekts von Gunter Demnig in Jena verlegt wurden. Mit ihnen soll Opfern des Nationalsozialismus gedacht werden, die in Jena lebten und wirkten.
|     | Adresse                                                      | Name                                   | Inschrift mit Ergänzungen | Verlegedatum       | Bild |
| --- | ------------------------------------------------------------ | -------------------------------------- | --- | ------------------ | ---- |
| 1.  | Forstweg 23 ·                                                | Agnes Holzman                          | Hier wohnte Agnes Holzman Geb. Priebatsch Jg. 1863 deportiert 1942 Theresienstadt ermordet 4.12.1942                                                                                               | 23. Mai 2007       |      |
| 2.  | Grietgasse 25/26 ·                                           | Hermann Friedmann                      | Hier wohnte Hermann Friedmann Jg. 1870 verhaftet 1938 Buchenwald tot an Haftfolgen 15.2.1940 | 23. Mai 2007       |      |
| 3.  | Grietgasse 25/26 ·                                           | Klara Friedmann                        | Hier wohnte Klara Friedmann Geb. Friedmann Jg. 1866 deportiert 1942 Theresienstadt ermordet 6.1.1944                                                                                               | 23. Mai 2007       |      |
| 4.  | Wilhelm-Frick-Straße 52 · (heute: Friedrich-Engels-Straße) · | Max Meyerstein                         | Hier wohnte Max Meyerstein Jg. 1879 verhaftet 1940 Buchenwald ermordet 21.3.1942 | 23. Mai 2007       |      |
| 5.  | Wilhelm-Frick-Straße 52 · (heute: Friedrich-Engels-Straße) · | Bertha Meyerstein                      | Hier wohnte Bertha Meyerstein Jg. 1884 verhaftet 1940 Ravensbrück ermordet 3.4.1941 | 23. Mai 2007       |      |
| 6.  | Wilhelm-Frick-Straße 52 · (heute: Friedrich-Engels-Straße) · | Franziska Meyerstein                   | Hier wohnte Franziska Meyerstein Jg. 1910 deportiert 1943 Auschwitz tot auf Transport | 23. Mai 2007       |      |
| 7.  | Wilhelm-Frick-Straße 52 · (heute: Friedrich-Engels-Straße) · | Werner Meyerstein                      | Hier wohnte Werner Meyerstein Jg. 1915 deportiert 1942 ermordet in Belzyce | 23. Mai 2007       |      |
| 8.  | Wilhelm-Frick-Straße 52 · (heute: Friedrich-Engels-Straße) · | Gerda Abraham                          | Hier wohnte Gerda Abraham Jg. 1910 deportiert 1942 ermordet in Belzyce | 23. Mai 2007       |      |
| 9.  | Lutherstraße 9 ·                                             | Salomon Hofmann                        | Hier wohnte Salomon Hofmann Jg. 1869 deportiert 1942 Theresienstadt ermordet 1944 in Auschwitz | 7. Mai 2008        |      |
| 10. | Lutherstraße 9 ·                                             | Frieda Hofmann                         | Hier wohnte Frieda Hofmann Geb. Plant Jg. 1885 deportiert 1942 Theresienstadt ermordet 1944 in Auschwitz                                                                                           | 7. Mai 2008        |      |
| 11. | Sedanstraße 4a (heute: Ebertstr. 4) ·                        | Anna Josephy                           | Hier wohnte Anna Josephy Geb. Behrend Jg. 1869 deportiert 1943 Theresienstadt ermordet 18.11.1943                                                                                                  | 7. Mai 2008        |      |
| 12. | Sedanstraße 4a (heute: Ebertstr. 4) ·                        | Elisabeth Josephy                      | Hier wohnte Elisabeth Josephy Jg. 1900 deportiert 1943 Theresienstadt ermordet | 7. Mai 2008        |      |
| 13. | Sedanstraße 4a (heute: Ebertstr. 4) ·                        | Hedwig Josephy                         | Hier wohnte Hedwig Josephy Jg. 1903 deportiert 1943 Theresienstadt ermordet | 7. Mai 2008        |      |
| 14. | Lassallestraße 6 ·                                           | Toni Meyer-Steineg                     | Hier wohnte Toni Meyer-Steineg Geb. Stern Jg. 1874 deportiert 1944 Theresienstadt ermordet 25.11.1944                                                                                              | 7. Mai 2008        |      |
| 15. | Weinbergstraße 4a ·                                          | Therese Zuckerkandl                    | Hier wohnte Therese Zuckerkandl Geb. Kern Jg. 1861 vor Deportation Flucht in den Tod 9.9.1942 | 7. Mai 2008        |      |
| 16. | Weinbergstraße 4a ·                                          | Dr. Helene Langer                      | Hier wohnte Dr. Helene Langer Geb. Nothmann Jg. 1888 vor Deportation Flucht in den Tod 16.6.1944                                                                                                   | 7. Mai 2008        |      |
| 17. | Klara-Griefahn-Straße 14 ·                                   | Dr. Klara Griefahn                     | Hier wohnte Dr. Klara Griefahn Geb. Hoffmann Jg. 1897 vor Deportation Flucht in den Tod 30.1.1945                                                                                                  | 17. August 2009    |      |
| 18. | Johannisplatz 16 ·                                           | Paul Freymuth                          | Hier wohnte Paul Freymuth Jg. 1881 verhaftet 1944 Gestapogefängnis Weimar ermordet 25.6.1944 | 17. August 2009    |      |
| 19. | Saalstraße 16 ·                                              | Louis Zamory                           | Hier wohnte Louis Zamory Jg. 1871 deportiert 20.9.1942 Theresienstadt ermordet 6.1.1943 | 17. August 2009    |      |
| 20. | Saalstraße 16 ·                                              | Maria Stensch                          | Hier wohnte Maria Stensch Geb. Zamory Jg. 1863 deportiert 20.9.1942 Theresienstadt ermordet 25.4.1944                                                                                              | 17. August 2009    |      |
| 21. | Saalstraße 16 ·                                              | Klara Camnitzer                        | Hier wohnte Klara Camnitzer Geb. Zamory Jg. 1856 deportiert 20.9.1942 Theresienstadt ermordet 30.11.1942                                                                                           | 17. August 2009    |      |
| 22. | Saalstraße 16 ·                                              | Edith Cohn                             | Hier wohnte Edith Cohn Geb. Camnitzer Jg. 1893 deportiert 10.5.1942 Belzyce ? | 17. August 2009    |      |
| 23. | Saalstraße 16 ·                                              | Julius Cohn                            | Hier wohnte Julius Cohn Jg. 1889 deportiert 10.5.1942 Belzyce ? | 17. August 2009    |      |
| 24. | Mittelstraße 36 ·                                            | Henriette Born                         | Hier wohnte Henriette Born Geb. Schwartz Jg. 1869 deportiert 1942 Theresienstadt ermordet 24.10.1942                                                                                               | 2. Juni 2010       |      |
| 25. | Mittelstraße 36 ·                                            | Gustav Born                            | Hier wohnte Gustav Born Jg. 1869 verhaftet Mauthausen ermordet 17.6.1942 | 2. Juni 2010       |      |
| 26. | Schaefferstraße 14 ·                                         | Dr. Lisa Eppenstein                    | Hier wohnte Dr. Lisa Eppenstein Jg. 1887 deportiert 1942 Belzyce ermordet 13.10.1942 | 2. Juni 2010       |      |
| 27. | Mälzerstraße 11 ·                                            | Clara Fanny Rosenthal                  | Hier wohnte Clara Fanny Rosenthal Geb. Ellstaetter Jg. 1863 gedemütigt / entrechtet Flucht in den Tod 11.11.1941                                                                                   | 2. Juni 2010       |      |
| 28. | Botzstraße 10 ·                                              | Marie Straubel                         | Hier wohnte Marie Straubel Geb. Kern Jg. 1864 vor Deportation Flucht in den Tod 20.4.1944 | 2. Juni 2010       |      |
| 29. | Zwätzengasse 14 ·                                            | Bertha Kiewe                           | Hier wohnte Bertha Kiewe Geb. Anschlewitz Jg. 1890 deportiert 1942 Belzyce ? | 18. Juni 2011      |      |
| 30. | Zwätzengasse 14 ·                                            | Martin Kiewe                           | Hier wohnte Martin Kiewe Jg. 1891 deportiert 1942 Belzyce ? | 18. Juni 2011      |      |
| 31. | Forstweg 31 ·                                                | Max Grossmann                          | Hier wohnte Max Grossmann Jg. 1877 verhaftet Buchenwald ermordet 21.11.1938 | 18. Juni 2011      |      |
| 32. | Scheidlerstraße 3 ·                                          | Martha Walter                          | Hier wohnte Martha Walter Geb. Friedmann Jg. 1900 deportiert 1942 Belzyce ? | 18. Juni 2011      |      |
| 33. | Scheidlerstraße 3 ·                                          | Alfred Walter                          | Hier wohnte Alfred Walter Jg. 1894 deportiert 1942 Belzyce ? | 18. Juni 2011      |      |
| 34. | Brauhofstraße 5 ·                                            | Gitta Reinhardt                        | Hier wohnte Gitta Reinhardt Geb. Czerwinska Jg. 1891 deportiert Auschwitz ermordet 2.5.1943 | 18. Juni 2011      |      |
| 35. | Forstweg 25 ·                                                | Heinrich Hess                          | Hier wohnte Dr. Heinrich Hess Jg. 1916 verhaftet 1943 Buchenwald ermordet 17.01.1944 | 19. März 2015      |      |
| 36. | Scheidlerstraße 19 ·                                         | Hans Danziger                          | Dr. Hans Danziger Jg. 1892 Flucht 1933 Holland interniert Westerbork deportiert 1942 Auschwitz ermordet 1943 Schoppinitz                                                                           | 19. März 2015      |      |
| 37. | Scheidlerstraße 19 ·                                         | Elsbeth Herschkowitsch, verh. Danziger | Hier wohnte Dr. Elsbeth Herschkowitsch verh. Danziger Jg. 1904 Flucht 1933 Holland interniert Westerbork deportiert 1942 Auschwitz ermordet 5.10.1942                                              | 19. März 2015      |      |
| 38. | Scheidlerstraße 19 ·                                         | Evelijn Esther Danziger                | Evelijn Esther Danziger Jg. 1934 England Umzug Holland interniert Westerbork deportiert 1942 Auschwitz ermordet 5.10.1942                                                                          | 19. März 2015      |      |
| 39. | Scheidlerstraße 19 ·                                         | Harry Mordechai Danziger               | Harry Mordechai Danziger Jg. 1936 Holland interniert Westerbork deportiert 1942 Auschwitz ermordet 5.10.1942                                                                                       | 19. März 2015      |      |
| 40. | Hufelandweg 1 ·                                              | Irene Behrendt                         | Hier wohnte Irene Behrendt geb. Friedmann Jg. 1902 Flucht 1938 Holland interniert Westerbork deportiert 1942 Auschwitz ermordet 29.08.1942                                                         | 19. März 2015      |      |
| 41. | Unterm Markt 4                                               | Heinrich Weidinger                     | Hier wohnte Heinrich Weidinger JG. 1890 verhaftet 12.6.1939 verurteilt §175 Gefängnishaft 'Schutzhaft' 1943 Dachau, Buchenwald ermordet 27.1.1944                                                  | 14. Mai 2019       |      |
| 42. | Unterm Markt 7                                               | Luise Eismann                          | Hier wohnte Luise Eismann Jg. 1906 eingewiesen 1934 Landesheilanstalt Blankenhain 'verlegt' 7.11.1940 Pirna-Sonnenstein ermordet 7.11.1940 'Aktion T4'                                             | 23. August 2021    |      |
| 43. | Rathausgasse 1                                               | Gertrud Korte                          | Hier wohnte Gertrud Korte Jg. 1880 eingewiesen 1914 Landesheilanstalt Stadtroda 'verlegt' 12.11.1940 Pirna-Sonnenstein ermordet 12.11. 1940 'Aktion T4'                                            | 23. August 2021    |      |
| 44. | Lutherstraße 72                                              | Meta Langstroff                        | Hier wohnte Meta Langstroff Jg. 1891 eingewiesen 1937 Landesheilanstalt Stadtroda 'verlegt' 26.9.1940 Pirna-Sonnenstein ermordet 26.9.1940 'Aktion T4'                                             | 23. August 2021    |      |
| 45. | Brücke Am Gries                                              | Sonia Maria Wagner                     | Sonia Maria Wagner geb. 28 4 1934 deportiert Auschwitz ermordet 15.6.1943 | 23. August 2021    |      |
|     | Brücke Am Gries                                              |                                        | Am Gries in den 1920er Jahren Stellplatz für Wagen der Roma und Sinti | 23. August 2021    |      |
| 46. | Golmsdorfer Straße 9                                         | Kurt Hanitzsch                         | Hier wohnte Kurt Hanitzsch Jg. 1882 eingewiesen 1938 Landesheilanstalt Blankenhain 'verlegt' 18.9.1940 Pirna-Sonnenstein ermordet 18.9.1940 'Aktion T4'                                            | 23. August 2021    |      |
| 47. | Mittelstraße 44                                              | Martha Dorsch                          | Hier wohnte Martha Dorsch Jg. 1908 eingewiesen 1929 Landesheilanstalt Blankenhain 'verlegt' 3.2.1941 Pirna-Sonnenstein ermordet 3.2.1941 'Aktion T4'                                               | 21. September 2022 |      |
| 48. | Mittelstraße 33                                              | Margarete Peinert                      | Hier wohnte Margerete Peinert Jg. 1887 eingewiesen 1919 Landesheilanstalt Blankenhain 'verlegt' 27.11.1940 Pirna-Sonnenstein ermordet 27.11.1940 'Aktion T4'                                       | 21. September 2022 |      |
| 49. | Lutherstraße 134                                             | Emly (Emma) Kämmer                     | Hier wohnte Emma Kämmer Jg. 1882 eingewiesen 1933 Landesheilanstalt Blankenhain 'verlegt' 7.11.1940 Pirna-Sonnenstein ermordet 7.11.1940 'Aktion T4'                                               | 21. September 2022 |      |
| 50. | Otto-Schott-Straße 44                                        | Johannes Reich                         | Hier wohnte Johannes Reich Jg. 1894 eingewiesen 1921 Landesheilanstalt Blankenhain 'verlegt' 27.11.1940 Pirna-Sonnenstein ermordet 27.11.1940 'Aktion T4'                                          | 21. September 2022 |      |
| 51. | Magdelstieg 67                                               | Ernst Rempke                           | Hier wohnte Ernst Rempke Jg. 1877 eingewiesen 1923 Landesheilanstalt Blankenhain 'verlegt' 12.11.1940 Pirna-Sonnenstein ermordet 12.11.1940 'Aktion T4'                                            | 21. September 2022 |      |
| 52. | Karl-Liebknecht-Straße 55                                    | Magnus Poser                           | Hier wohnte Magnus Poser Jg. 1907 im Widerstand/KPD mehrmals verhaftet zuletzt 1944 nach Fluchtversuch ermordet 21.7.1944 Buchenwald                                                               | 21. September 2022 |      |
| 53. | Kochstraße                                                   | Alte Kinderklinik                      | Hier befand sich die Jenaer Kinderklinik Mehr als 20 kleine Patientinnen und Patienten waren hier Später in die Kinderfachabteilung des Thür. Landeskrankenhauses Stadtroda gebracht Dort ermordet | 19. Oktober 2023   |      |
| 54. | Kochstraße                                                   | Bernd Walter Oehring                   | Bernd Walter Oehring geb. 21.6.1942 behandelt Juni/Juli 1943 'verlegt' 27.7.1943 Landeskrankenhaus ermordet 17.11.1943                                                                             | 19. Oktober 2023   |      |
| 55. | Kochstraße                                                   | Peter Mehltretter                      | Peter Mehltretter geb. 17.2.1943 aufgenommen 29.12.1943 'verlegt' 28.1.1944 Landeskrankenhaus ermordet 2.2.1944                                                                                    | 19. Oktober 2023   |      |
| 56. | Kochstraße                                                   | Marlene Hörner                         | Marlene Hörner geb. 17.3.1942 aufgenommen 11.9.1943 entlassen 20.9.1943 aufgenommen 7.3.1944 Landeskrankenhaus ermordet 22.3.1944                                                                  | 19. Oktober 2023   |      |
| 57. | Kochstraße                                                   | Christine Renate Götz                  | Christine Renate Götz geb. 23.12.1939 begutachtet 4.4.1944 aufgenommen 25.4.1944 Landeskrankenhaus ermordet 11.8.1944                                                                              | 19. Oktober 2023   |      |
| 58. | Kochstraße                                                   | Eckehard Arthur Krippner               | Eckehard Arthur Krippner geb. 29.3.1942 begutachtet 5.1.1994 aufgenommen 9.2.1944 Landeskrankenhaus ermordet 2.6.1944                                                                              | 19. Oktober 2023   |      |
| 59. | Kochstraße                                                   | Dietmar Richard Hoenen                 | Dietmar Richard Hoenen geb. 17.4.1941 aufgenommen 6.1.1943 'verlegt' 11.2.1943 Landeskrankenhaus ermordet 22.5.1943                                                                                | 19. Oktober 2023   |      |
| 60. | Kochstraße                                                   | Niels Timpe                            | Niels Timpe geb. 18.5.1940 aufgenommen 3.2.1943 'verlegt' 11.2.1943 Landeskrankenhaus ermordet 12.6.1943                                                                                           | 19. Oktober 2023   |      |
| 61. | Neugasse 8                                                   | Martha Stix                            | Hier wohnte Martha Stix Jg. 1892 eingewiesen Landesheilanstalt Blankenhain 'verlegt' 12.11.1940 Pirna-Sonnenstein ermordet 12.11.1940 Aktion T4                                                    | 09. März 2024      |      |
| 62. | Neugasse 2/3                                                 | Therese Mende                          | Hier wohnte Therese Mende Jg. 1885 eingewiesen 1925 Landesheilanstalt Hildburghausen 'verlegt' 26.9.1940 Pirna-Sonnenstein ermordet 26.9.1940 Aktion T4                                            | 09. März 2024      |      |
| 63. | Grietgasse 22                                                | Margarethe Ammon                       | Hier wohnte Margarethe Ammon Jg. 1898 eingewiesen 1937 Landesheilanstalt Blankenhain 'verlegt' 19.9.1940 Pirna-Sonnenstein ermordet 19.9.1940 'Aktion T4'                                          | 09. März 2024      |      |
| 64. | Grietgasse 22                                                | Elisabeth Ammon                        | Hier wohnte Elisabeth Ammon Jg. 1900 eingewiesen 1927 Landesheilanstalt Blankenhain 'verlegt' im Zuge der 'Aktion T4' Zschadrass                                                                   | 09. März 2024      |      |
| 65. | Frauengasse 11                                               | Ottilie Taubeneck                      | Hier wohnte Ottilie Taubeneck Jg. 1860 eingewiesen 1928 Landesheilanstalt Hildburghausen 'verlegt' 19.9.1940 Pirna-Sonnenstein ermordet 19.9.1940 'Aktion T4'                                      | 09. März 2024      |      |